# Homelox
Homelox é um equipamento para suporte respiratório. É conhecido também como tanque criogênico. Ele é um VGL carregado com oxigênio líquido, possui uma bolsa onde pessoas com problemas respiratórios as carregam juntamente com o equipamento e ganham uma autonomia de 5 a 6 horas fora de casa.
Um equipamento de facil manuseio e seguro.